# Werdohl
Werdohl [væˈdo:l] – miasto w Niemczech, w kraju związkowym Nadrenia Północna-Westfalia, w rejencji Arnsberg, w powiecie Märkischer Kreis. W 2010 roku liczyło 18 706 mieszkańców.

## Współpraca
Miejscowości partnerskie:
- Derwentside, Anglia
- Stavenhagen, Meklemburgia-Pomorze Przednie